# Grafenschlag

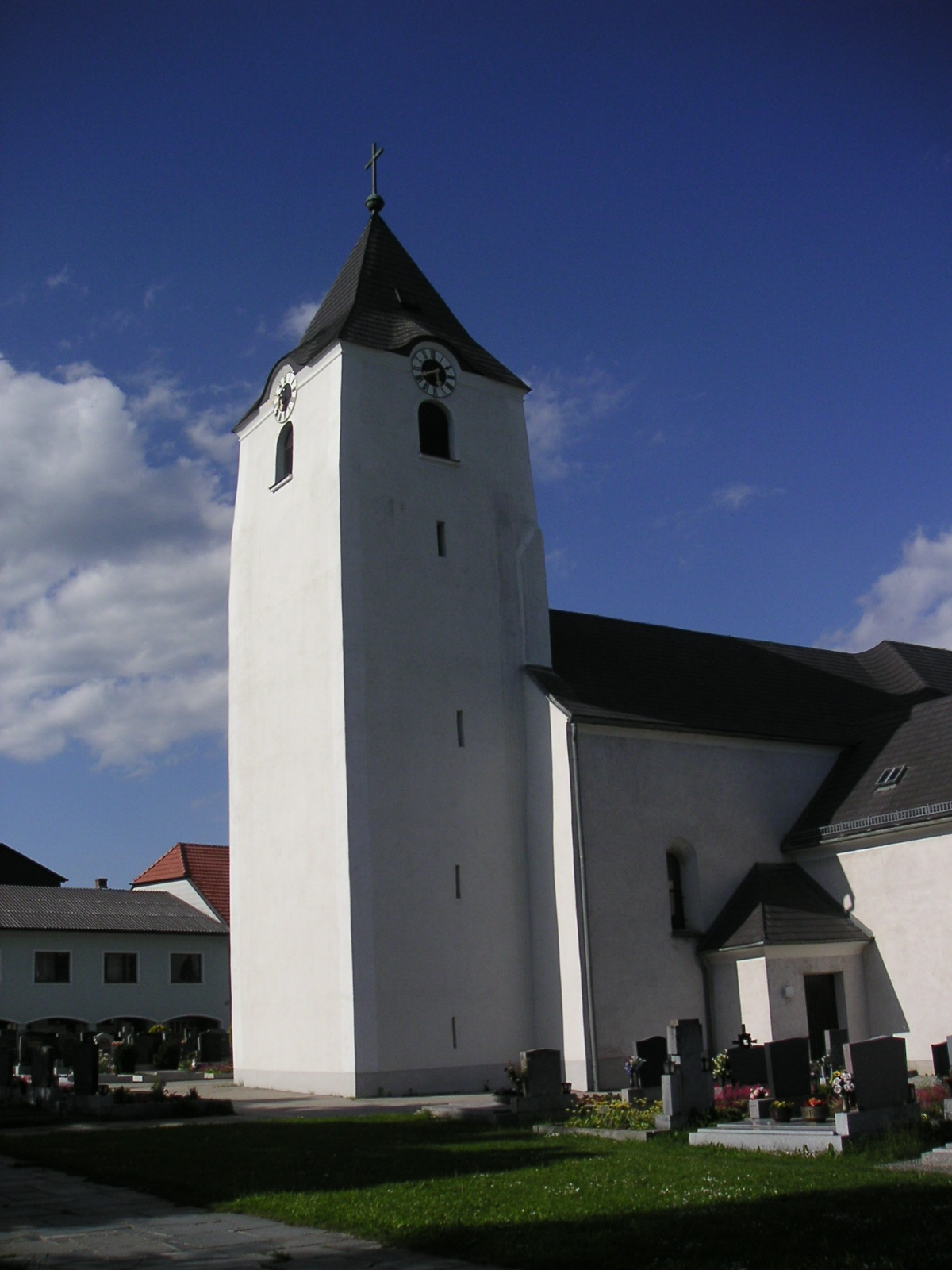
Pfarrkirche des Hl. Martin in Grafenschlag

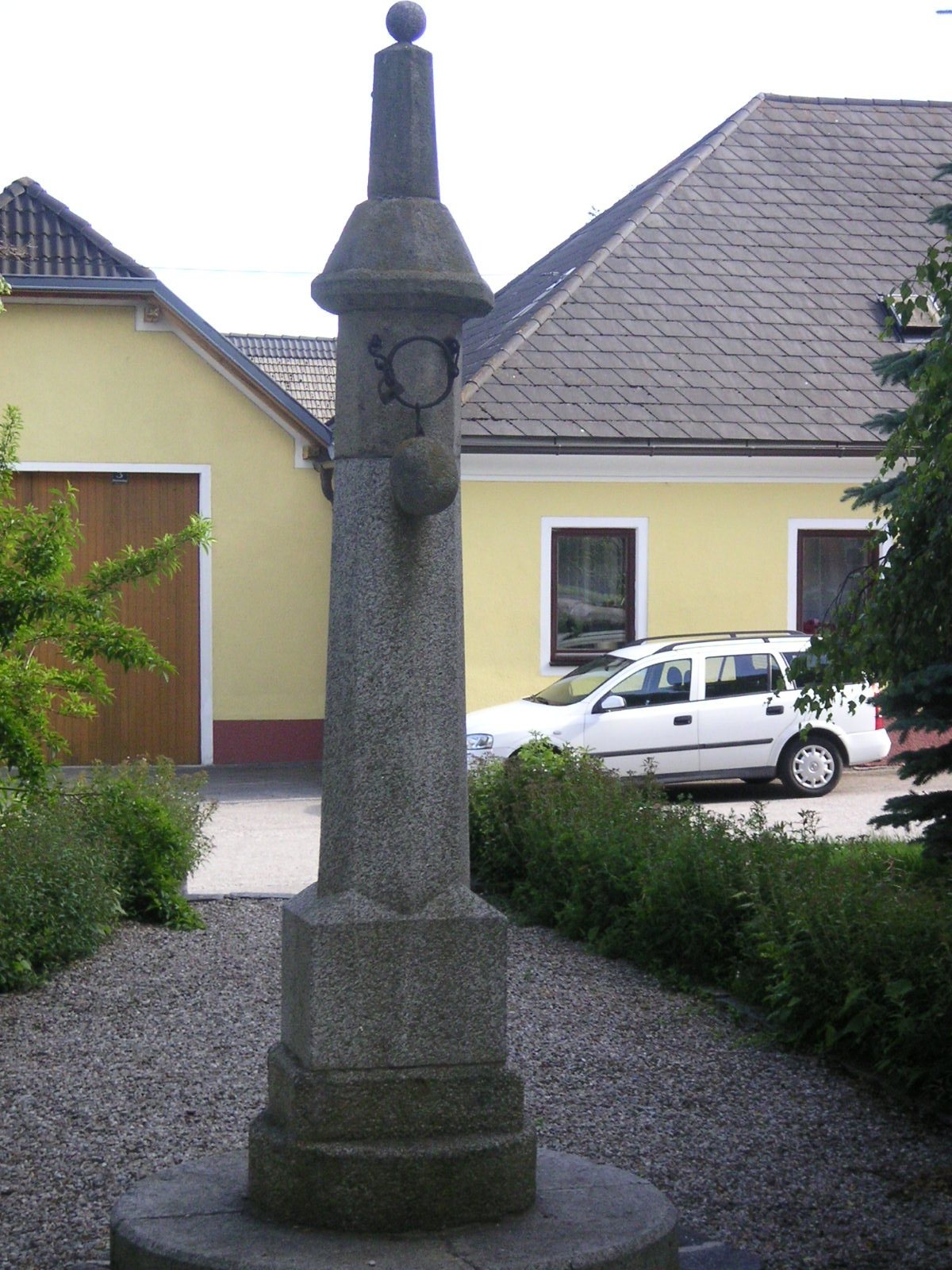
Mittelalterlicher Pranger am Marktplatz

Grafenschlag ist eine Marktgemeinde mit 833 Einwohnern (Stand 1. Jänner 2025) im südlichen Waldviertel in Österreich.

## Geografie

### Geografische Lage

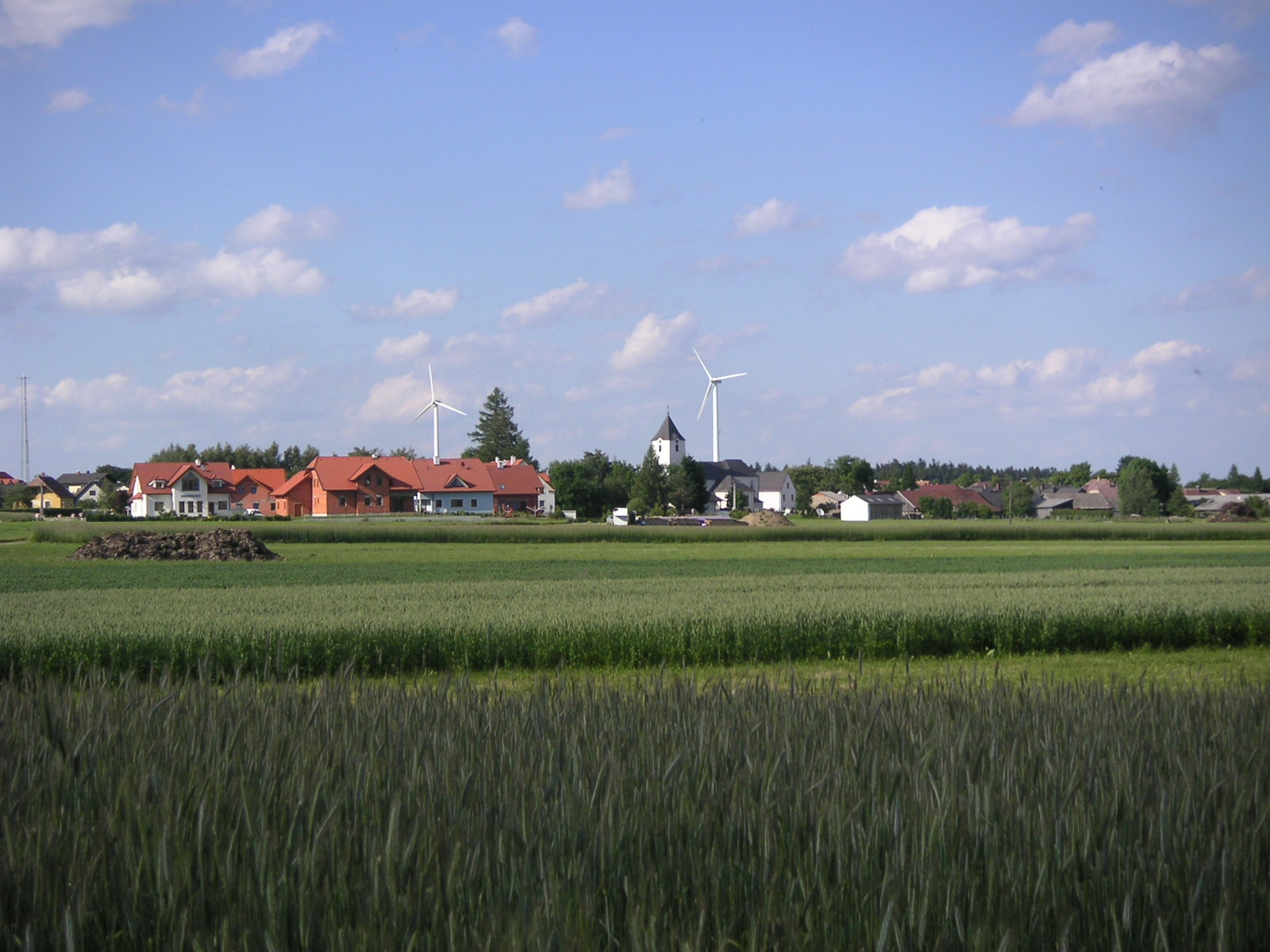
Blick auf Grafenschlag aus südwestlicher Richtung

Der Ort ist ein typisches Angerdorf (Längsangersdorf mit Gartenackergrundstücken im Baublock), jedoch gibt es schon einige neue Siedlungen am Rand der Gemeinde. Südlich des Ortskerns fließt der Purzelkamp, einer der Zuflüsse zum Kampfluss, in westliche Richtung.

### Gemeindegliederung
Grafenschlag gliedert sich in den Hauptort Grafenschlag (388 Einwohner) und die Katastralgemeinden (in Klammern Einwohnerzahl Stand 1. Jänner 2025):
- Bromberg (erste Erwähnung 1273, 33 Einwohner)
- Kaltenbrunn (erste Erwähnung um 1200, 76 Einwohner)
- Kleingöttfritz (erste Erwähnung 1321, 62 Einwohner)
- Kleinnondorf (erste Erwähnung 1380, 96 Einwohner)
- Langschlag (erste Erwähnung 1321, 44 Einwohner)
- Schafberg (erste Erwähnung 1286, 94 Einwohner)
- Wielands (erste Erwähnung 1456, 40 Einwohner)

weiters finden sich einige Einzelhöfe wie:
- Dachelhof
- Gallmühle
- Haushof, Hausmühle
- Hofsäge
- Nagelhof
- Ödhof
- Sattelhof
- Schmelzenhof
- Teichthof
- Zwickelmühle

### Eingemeindungen
Nach der Entstehung der Ortsgemeinden 1849 wurde der Ort eine eigenständige Gemeinde, zu dieser gehörten auch die Katastralgemeinde Kaltenbrunn und Schafberg.
Am 1. Januar 1967 schlossen sich die Ortsgemeinden Grafenschlag und Kleinnondorf nach Beschluss vom 3. September 1966 zur Großgemeinde Grafenschlag zusammen, am 1. Januar 1970 kam auch die Gemeinde Langschlag sowie die Einzellagen Rammelhof und Marktmühle hinzu.

### Nachbargemeinden
| Rappottenstein | Großgöttfritz                               |             |
| Schönbach      | Kompassrose, die auf Nachbargemeinden zeigt | Sallingberg |
|                | Bad Traunstein                              |             |

## Geschichte
Der Ort wurde 1321 als marchtmuel iuxta Grevenschlag zum ersten Mal erwähnt (schon damals als Marktflecken). Der Name geht wohl auf den Grafen Burkhard von Querfurt, Burggraf von Maidburg ('Magdeburg) zurück, er schien 1287 als Burggraf (castellanus) von Weitra auf blieb vermutlich bis 1292 in dieser Funktion. Mittelalter waren die Geschicke des Ortes an die Herrschaft Guttenberg gebunden, ein Gozwinus de Gutenberch (zählte zu den kuenringischen Lehensrittern) ließ laut einer Urkunde Heinrichs II. von 1171 auf dem westlich der Gemeinde liegenden Guttenberg (855 Meter) eine strategisch wichtige Festung errichten, Ende des 13. Jahrhunderts bewohnte die ritterliche Familie der Tehler die Burg.
Danach verfiel die Anlage und auf ihren Resten ließ ein Zdenko von Sternberg eine Schanze errichten, die Herrschaft selbst kam zur Herrschaft Weitra. Jener Zdenko bekriegte dann 1467 die Böhmen bei der Burg Gratzen (tschechisch Nové Hrady), diese verwüsteten im Gegenzug 1478 und 1480 den Ort. Bekannt geblieben ist vor allem der Weiße Sonntag des Jahres 1480, an dem im Ort Angst und Schrecken herrschten. Ungefähr um diese Zeit entstand im Ort auch ein Marktgericht und 1605 wurde das Freihaus zu Gräffenschlag den Grafen Kueffstein übergeben und 1617 mit der Herrschaft Ottenschlag vereint.
Am 19. Februar 1597 ist der Ort Sammelplatz für 30.000 aufständische Bauern des Waldviertels. Die Aufständischen sammelten sich damals auf dem Feld zwischen der Hausmühle und dem Ort und später war hier der Verhandlungsort zwischen den Bauern und den kaiserlichen Kommissaren. Ein Andreas Schrembser aus Dobersberg führt dabei die Verhandlungen, sie bleiben jedoch erfolglos und so kommt es zu den blutigen Bauernkriegen im Waldviertel die durch die Niederlage der Bauern gegen die kaiserlichen Truppen bei Neukirchen am Ostrong ein Ende finden.
Ab 1619 wird Grafenschlag auch in die Auseinandersetzungen im Dreißigjährigen Krieg verwickelt, die Kirche, der Pfarrhof und der Markt dienen Mann und Roß als Quartier.
Eine ruhige Periode der Entwicklung folgt ab 1667, als der Ort in den Besitz von Ferdinand Ernst Graf von Herberstein kommt. Er erlässt unter anderem denen durch den Krieg völlig verarmten Bauern die Landessteuer. Diese Entwicklung wurde erst durch die Napoleonischen Kriege ab 1805 (Schlacht von Dürnstein) gestoppt, es kam dabei zu Einquartierungen von einer Abteilung Franzosen, die bis zum Ort vorgedrungen waren.
Im Eintrag der Josephinischen Fassion aus Jahre 1786/87 gab es im heutigen Ort 59 Häuser.
Im Jahr 1822 wurde der Ort als Markt mit siebenundsechzig Häusern genannt, der eine eigene Pfarrkirche und Schule besaß. Die Herrschaft Ottenschlag besaß die Ortsobrigkeit, übte die Landgerichtsbarkeit aus, besorgte die Konskription und hatte die Grundherrschaft inne.
Mit der Aufhebung der Grundherrschaften wurde der Ort 1849 eine eigenständige Ortsgemeinde. Zu dieser zählten auch noch die Katastralgemeinden Kaltenbrunn und Schafberg sowie die Einzellagen Gallmühle, Haushof, Marktmühle und Schmelzenhof.
Auch durch die Revolutionen 1848 und dem Deutschen Krieg 1866 wurde der Ort beeinflusst. 1878 wurde ein Gendarmerieposten im Ort eingerichtet, 1894 der am 15. Juli 1824 durch Blitzschlag zerstörte Pranger wiederhergestellt. Am 15. August 1895 wird im Gasthaus Traxler der Spar- und Darlehensverein für die Pfarrgemeinde Grafenschlag als Teil der Raiffeisen-Kassen gegründet.
Am 15. Oktober 1906 wurde Grafenschlag dann auch an das österreichische Bahnnetz (als Nebenlinie der Franz-Josefs-Bahn durch die Lokalbahn Schwarzenau–Zwettl–Martinsberg) angeschlossen.
Obwohl der Erste Weltkrieg auch einige Opfer unter den männlichen Einwohnern des Ortes kostete, suchte den Ort eine weitaus größere Katastrophe am 18. März 1921, dem Schmerzhaften Freitag heim. Der Ort brannte fast zur Gänze nieder, nur sechs der 52 Häuser blieben unversehrt stehen, es mussten auch 2 Todesopfer beklagt werden.
Durch großzügige Spenden aus allen Teilen Österreichs und auch den Vereinigten Staaten von Amerika konnte der Ort aber schnell wieder aufgebaut werden, lediglich 1 Hof wurde nicht mehr neu errichtet.
1926 wurde am Marktplatz eine Brückenwaage errichtet, zur Jahreswende 1926/27 bekam der Ort seinen ersten Telefonanschluss, ab Herbst 1932 wurde der Ort schließlich elektrifiziert. Laut Adressbuch von Österreich waren im Jahr 1938 in der Marktgemeinde Grafenschlag ein Taxiunternehmer, ein Bäcker, zwei Fleischer, vier Gastwirte, vier Gemischtwarenhändler, ein Landesproduktehändler, ein Maurermeister, ein Sattler, ein Schlosser, zwei Schmiede, ein Schneider und drei Schneiderinnen, zwei Tischler, zwei Wagner und zahllose Landwirte ansässig.
Im Zuge einer Verwaltungsreform kam der Ort 1939 zum Verwaltungsbezirk Zwettl, im selben Jahr beginnenden Zweiten Weltkrieg lassen 87 männliche Einwohner des Ortes in der Wehrmacht ihr Leben.
Am 9. Mai 1945 wird der Ort dann von sowjetischen Truppen besetzt, diese bleiben dann bis zum Ende der Besatzungszeit in Österreich 1955.
In der Nachkriegszeit kommt es zu einer großen Aufbauarbeit im Ort, dabei verliert Grafenschlag immer mehr seinen Charakter als Markt- und Bauerngemeinde, da die Landwirtschaft selber großen Veränderungen unterworfen ist. 1956 wird der Ort an die Kanalisation angeschlossen und die durch den Ort verlaufende Bundesstraße gepflastert. 1958 wird das Feuerwehrhaus errichtet, 1963 wird eine erste Ortswasserleitung eingerichtet. Bereits 1961 wird der Pranger durch den Ortsverschönerungsverein an seinen heutigen Standort versetzt. Im Oktober 1955 wird südöstlich des Bahnhofs eine Filiale des Lagerhauses Zwettl eröffnet.
Trotz des Bevölkerungsrückgangs konnte am 3. November 1970 eine neue Volksschule eingeweiht werden, diese wurde wiederum von 2000 bis 2002 umgebaut und am 8. Juni 2002 im Beisein des Landesrats Wolfgang Sobotka wiedereröffnet. In den gleichen Räumlichkeiten wurde am 4. Oktober 1976 der Kindergarten der Gemeinde eröffnet.
Im März 1978 wird dem Ort auch das aktuelle Gemeindewappen verliehen.
Um den anhaltenden Bevölkerungsschwund entgegenzuwirken, wurden im Osten Grafenschlags an der Straße nach Kaltenbrunn ab 1985 neue Baugründe erschlossen, es entstand hier verstärkt ab 1990 die sogenannte „Siedlung“, auch am Südwestrand des Ortes und verstärkt seit 2007 auch im Norden entstanden neue Wohnhäuser. Diese „Meierhofsiedlung“ wurde 2006 parzelliert und erschlossen, 2018 wurde das Siedlungsgebiet „Pfarrwiese“ südlich der Kirche erschlossen, im Sommer 2023 erfolgte die Erweiterung der Pfarrwiesensiedlung Richtung Bauhof.
Nachdem Ende 1988 der Probebetrieb einer Ortswasserleitung aufgenommen worden war, konnte diese 1991 endgültig in Betrieb genommen werden. Auch eine Kläranlage wurde 1995 gebaut.
Der im Ort seit 1895 bestehende Gendarmerieposten wird am 1. August 1990 nach vorangegangenen Protesten der Bevölkerung geschlossen, die frei werdenden Räume können aber schnell vom Gemeindeamt übernommen und für dessen Erweiterung verwendet werden. Eine Renovierung des gesamten Amtshauses konnte am 31. Oktober 1999 abgeschlossen werden.
Im Mai 1994 wurde der Sportplatz mit Trainingsplatz und Umkleidekabinen samt Asphaltstockbahn der Gemeinde an der Straße Richtung Schafberg eröffnet, 2019 wurde durch ein Projekt der Landjugend Grafenschlag ein Beachvolleyballplatz unterhalb des Bahnhofsgeländes am Purzelkamp eröffnet.

### Bevölkerungsentwicklung
| Grafenschlag: Einwohnerzahlen von 1869 bis 2025     | Grafenschlag: Einwohnerzahlen von 1869 bis 2025 | Grafenschlag: Einwohnerzahlen von 1869 bis 2025 | Grafenschlag: Einwohnerzahlen von 1869 bis 2025 | Grafenschlag: Einwohnerzahlen von 1869 bis 2025 |
| --------------------------------------------------- | ----------------------------------------------- | ----------------------------------------------- | ----------------------------------------------- | ----------------------------------------------- |
| Jahr                                                |                                                 |                                                 |                                                 | Einwohner                                       |
| 1869                                                | 1869                                            |                                                 | 1.313                                           | 1.313                                           |
| 1880                                                | 1880                                            |                                                 | 1.384                                           | 1.384                                           |
| 1890                                                | 1890                                            |                                                 | 1.412                                           | 1.412                                           |
| 1900                                                | 1900                                            |                                                 | 1.353                                           | 1.353                                           |
| 1910                                                | 1910                                            |                                                 | 1.247                                           | 1.247                                           |
| 1923                                                | 1923                                            |                                                 | 1.223                                           | 1.223                                           |
| 1934                                                | 1934                                            |                                                 | 1.200                                           | 1.200                                           |
| 1939                                                | 1939                                            |                                                 | 1.134                                           | 1.134                                           |
| 1951                                                | 1951                                            |                                                 | 1.148                                           | 1.148                                           |
| 1961                                                | 1961                                            |                                                 | 1.128                                           | 1.128                                           |
| 1971                                                | 1971                                            |                                                 | 1.109                                           | 1.109                                           |
| 1981                                                | 1981                                            |                                                 | 1.048                                           | 1.048                                           |
| 1991                                                | 1991                                            |                                                 | 850                                             | 850                                             |
| 2001                                                | 2001                                            |                                                 | 893                                             | 893                                             |
| 2011                                                | 2011                                            |                                                 | 892                                             | 892                                             |
| 2021                                                | 2021                                            |                                                 | 846                                             | 846                                             |
| 2025                                                | 2025                                            |                                                 | 833                                             | 833                                             |
| Quelle(n): Statistik Austria, Gebietsstand 1.1.2021 |                                                 |                                                 |                                                 |                                                 |

## Kultur und Sehenswürdigkeiten
- Pfarrkirche Grafenschlag: Die ursprünglich spätgotische Kirche erhielt 1976 ein Langhaus der Moderne.
- Pranger aus der Renaissance (17. Jahrhundert), mit bekröntem Obelisk aus Granit, wurde 1824 durch einen Blitzschlag zertrümmert.

## Wirtschaft und Infrastruktur

### Bildung
In Grafenschlag befindet sich ein Kindergarten und eine Volksschule, eine öffentliche Bücherei befindet sich im Gemeindeamt.

### Verkehr
Der Ort liegt an der Zwettler Straße, mehrere Buslinien bedienen den Ort wochentags. Bis 2014 existierte ein Bahnanschluss an der Bahnstrecke Schwarzenau–Martinsberg-Gutenbrunn am Bahnhof Grafenschlag, der Personenverkehr wurde schon 1986 eingestellt.

### Energie
Nördlich des Ortes auf der sogenannten Schafberger Höhe wurden 1996 zwei Windräder errichtet, 2021 kamen im nördlich gelegenen Waldgebiet „Hartweichs“ 4 weitere Windräder errichtet. 2024 kam es zur Inbetriebnahme einer Photovoltaik-Anlage mit einer Gesamtleistung von 9 Megawatt-Peakleistung.

## Politik

### Gemeinderat
Bis 1995 hatte der Gemeinderat 19 Sitze, infolge des Bevölkerungsrückgangs wurde diese Anzahl aber auf 15 Sitze vermindert.
Im Marktgemeinderat gibt es nach der Gemeinderatswahl vom 26. Jänner 2025 bei insgesamt 15 Sitzen folgende Mandatsverteilung: ÖVP 11, SPÖ 2 und FPÖ 2.
| Partei      | 2025  | 2025    | 2020  | 2020    | 2015  | 2015    | 2010  | 2010    | 2005  | 2005    | 2000  | 2000    | 1995  | 1995    | 1990  | 1990    |
| Partei      | %     | Mandate | %     | Mandate | %     | Mandate | %     | Mandate | %     | Mandate | %     | Mandate | %     | Mandate | %     | Mandate |
| ----------- | ----- | ------- | ----- | ------- | ----- | ------- | ----- | ------- | ----- | ------- | ----- | ------- | ----- | ------- | ----- | ------- |
| ÖVP         | 74,46 | 11      | 75,04 | 12      | 84,53 | 13      | 80,26 | 12      | 78,72 | 12      | 78,27 | 12      | 82,10 | 13      | 75,36 | 15      |
| SPÖ         | 13,04 | 2       | 16,43 | 2       | 15,47 | 2       | 19.74 | 3       | 21,28 | 3       | 21,73 | 3       | 17,90 | 2       | 12,16 | 2       |
| FPÖ         | 12,50 | 2       | 8,53  | 1       | n.k.  | n.k.    | n.k.  | n.k.    | n.k.  | n.k.    | n.k.  | n.k.    | n.k.  | n.k.    | n.k.  | n.k.    |
| Bürgerliste | -     | -       | n.k.  | n.k.    | n.k.  | n.k.    | n.k.  | n.k.    | n.k.  | n.k.    | n.k.  | n.k.    | n.k.  | n.k.    | 12,48 | 2       |

### Bürgermeister
- 1965–1990 Rudolf Adensam (ÖVP)
- 1990–2010 Engelbert Heiderer (ÖVP)
- 2010–2019 Robert Hafner (ÖVP)[27]
- seit 2019 Franz Heiderer (ÖVP)[28]

## Persönlichkeiten

### Söhne und Töchter der Gemeinde
- Sylvester Zeininger (1887–1973), Politiker (CSP)

### Mit der Gemeinde verbundene Persönlichkeiten
- Othmar Zaubek (1949–2014), Heimatforscher und Wissenschaftsjournalist